# 134369 Sahara
134369 Sahara è un asteroide della fascia principale. Scoperto nel 1995, presenta un'orbita caratterizzata da un semiasse maggiore pari a 3,0541281 UA e da un'eccentricità di 0,3004101, inclinata di 13,57290° rispetto all'eclittica.